# Mono Vista
Mono Vista és una concentració de població designada pel cens dels Estats Units a l'estat de Califòrnia. Segons el cens del 2000 tenia 3.072 habitants.

## Demografia
Segons el cens del 2000, Mono Vista tenia 3.072 habitants, 1.113 habitatges, i 846 famílies. La densitat de població era de 382,6 habitants/km².
Dels 1.113 habitatges en un 35,8% hi vivien nens de menys de 18 anys, en un 62,6% hi vivien parelles casades, en un 8,6% dones solteres, i en un 23,9% no eren unitats familiars. En el 17,5% dels habitatges hi vivien persones soles el 7% de les quals corresponia a persones de 65 anys o més que vivien soles. El nombre mitjà de persones vivint en cada habitatge era de 2,74 i el nombre mitjà de persones que vivien en cada família era de 3,08.
Per edats la població es repartia de la següent manera: un 27,6% tenia menys de 18 anys, un 6,6% entre 18 i 24, un 25,5% entre 25 i 44, un 26,4% de 45 a 60 i un 14% 65 anys o més.
L'edat mediana era de 39 anys. Per cada 100 dones de 18 o més anys hi havia 94,7 homes.
La renda mediana per habitatge era de 42.302 $ i la renda mediana per família de 44.419 $. Els homes tenien una renda mediana de 40.104 $ mentre que les dones 31.250 $. La renda per capita de la població era de 19.297 $. Entorn del 6,1% de les famílies i el 8,2% de la població estaven per davall del llindar de pobresa.

## Poblacions més properes
El següent diagrama mostra les poblacions més properes.